# Prionostemma atrorubrum
Prionostemma atrorubrum is een hooiwagen uit de familie Sclerosomatidae.